# Gozd, Tržič
Gozd (narečno: Gojzd) je naselje v Občini Tržič.
Vasica Gozd, ki leži na južnem pobočju Kriške gore (Gojška planina) na obsežni uravnavi (terasi) sredi gozdov nad Golnikom je izhodišče za vzpon na Kriško goro (v zahodnem delu vasi stoji planinsko Zavetišče v Gozdu). Do vasi pripelje cesta iz Križev.
V vasi stoji cerkev sv. Nikolaja.
Južno od vasi se dviguje grič Planica, 926 m, ki zapira pogled iz doline na teraso z vasjo. Na griču je urejeno vzletišče za jadralne padalce.
Pod naseljem so 26. julija 1941 ustanovili Tržiško partizansko četo. Domačini so že od začetka vstaje podpirali partizane. Oktobra 1944 je nemška vojska vas izropala in požgala, domačine pa odpeljala. Po vojni so vas obnovili.

## Dostopi
V Gozd pripelje dobra cesta - ponekod strma in ozka, a asfaltirana. Obiskovalci naj parkirajo pred vasjo - pri planinskem zavetišču ali med njim in cerkvijo.
Vas pa je dostopna tudi po številnih poteh. Markirani poti pripeljeta gor iz Bistrice pri Tržiču in iz Križ. Vsaj tri poti, od teh ena markirana pripeljejo gor iz Golnika. Zahodna pot gre mimo ruševin gradu Gutenau, nato še pred razglediščem Skalca pride na markirano pot. Vzhodna pot pa gre v vas mimo Laznikove zijalke. Od jugovzhoda Gozd doseže tudi markirana steza iz Svarij.

## Laznikova zijalka
V strmem, delno skalnatem pobočju, na pol poti med Golnikom in Gozdom je 47 m dolga in 12 m globoka Laznikova zijalka. Zanimiva je zaradi arheoloških odkritij (kurišče, kosti jamskega medveda), ki namigujejo na to, da bi utegnila biti v neolitiku lovska postojanka.

## Planinska cilja
Iz Gozda se večina planincev podaja na naslednja cilja (zelo lepa je krožna tura):
Kriška gora, 1472 m. Lahka pot, 1 h 30 min.
Tolsti vrh, 1715 m. Lahka pot, 2 h 30 min.